# Berezeni
Berezeni – wieś w Rumunii, w okręgu Vaslui, w gminie Berezeni. W 2011 roku liczyła 2129 mieszkańców.